# Завтра, завтра, завтра
«Завтра, завтра, завтра» (англ. Tomorrow, and Tomorrow, and Tomorrow) — роман Ґабріель Зевін 2022 року. У романі розповідається про стосунки між двома друзями, які разом створюють успішну компанію відеоігор. Це п'ятий роман Зевіна для дорослих і десятий загалом.

## Основа
Дія роману «Завтра, завтра, завтра» розгортається протягом кількох десятиліть і розповідає про розробників відеоігор Сейді Ґрін та Сема Мазура, друзів дитинства, які возз'єдналися під час навчання в університетах Кембриджа, штат Массачусетс. Разом із сусідом і другом Сема по кімнаті Марксом Вонґом Сем і Сейді починають розробляти відеоігри, а згодом стають співзасновниками успішної студії відеоігор Unfair Games.

## Сюжет
У 1980-х роках підлітки Сем Масур і Сейді Ґрін зустрічаються в лікарні для дітей. Старша сестра Сейді, Еліс, лікується від дитячої лейкемії, а Сем має численні операції на нозі, що була розтрощена в автокатастрофі, в якій загинула його мати. Замовкнувши на вибіркові теми після аварії, Сем проводить весь свій час в ігровій кімнаті, граючи в розважальну систему Nintendo. Медсестри заохочують Сейді гратися з ним; коли є з ким погратися, Сем знову починає говорити, і вони стають найкращими друзями. Дізнавшись, що час, проведений із Семом, може бути зарахований як громадська робота, необхідна для її бат-міцви, Сейді починає рахувати години в лікарні у табелі, хоча вона цінує час, проведений із Семом, більше, ніж виконання цієї вимоги. Після її одужання ревнива Еліс розповідає Сему про табель, чим глибоко ображає його. Сем і Сейді перестають говорити і більше не бачаться протягом шести років.
Пара випадково возз'єднується на залізничному вокзалі в Новій Англії, коли обом виповнюється дев'ятнадцять. Сем вивчає математику в Гарварді, а Сейді — інженерію в Массачусетському технологічному інституті. Все ще страждаючи від проблем з ногою, Сем живе за межами кампусу з Марксом, студентом-аматором шекспірівського театру, який прийшов до Сема, щоб побачити в ньому брата, якого він завжди хотів у дитинстві. Сейді імпульсивно просить Сема протестувати відеогру, яку вона запрограмувала для класу з розробки програмного забезпечення, і він погоджується. Сем і Маркс грають у гру і з подивом виявляють, що це симулятор, який обманює гравця, змушуючи його повірити, що він будує звичайні фабричні деталі, тоді як насправді вони виготовляють обладнання для нацистів під час Голокосту. Тим часом професор Сейді, Дов, ізраїльський ветеран війни та успішний програміст ігор, завдяки грі закохується в Сейді. У них починається роман, і Дов починає наставляти Сейді, як стати кращою програмісткою. Їхні стосунки остаточно руйнуються, коли одружений Дов вирішує повернутися до дружини.
Сейді впадає в глибоку депресію, перестає їсти і приймати ванну. Сем починає її відвідувати і врешті-решт переконує написати гру разом з ним. Сейді переїжджає до Сема та Маркса, і вони перетворюють квартиру на ігрову студію під назвою Unfair Games, де Маркс працює керівником офісу. Сем і Сейді розробляють концепцію Ichigo, пригодницької гри про дитину, яка загубилася в морі і мусить знайти шлях додому. Намагаючись розробити графічний рушій, Сем заохочує Сейді звернутися до Дова з проханням розробити свій власний, і вони відновлюють стосунки. З Дов у ролі продюсера Сейді та Сем завершують роботу над грою. Unfair Games пропонують вибір між вигідною дистриб'юторською угодою, яка позбавить Ichigo творчого контролю, та скромнішою пропозицією, яка дасть їм більше свободи. Сем і Маркс тиснуть на Сейді, щоб вона погодилася на першу пропозицію, аби Сем після невдалої останньої операції міг дозволити собі дорогу ампутацію ноги та протез.
Ichigo стає феноменом поп-культури, а Сем і Седі стають знаменитостями, хоча Седі щетиться на сексистські припущення ігрових журналістів, що Сем зробив більший внесок у гру та компанію. Стосунки між нею та Семом ще більше погіршуються через питання, чи справді він звів її з Довом в обмін на допомогу з графікою Ichigo. Сейді кидає Дова через його дедалі більший контроль і переїжджає до Лос-Анджелеса разом із Семом і Марксом, щоб заснувати Unfair як юридичну особу та створити зобов'язане контрактом продовження Ichigo. Маркс і Сейді починають зустрічатися, і це непокоїть Сема, який боїться, що вони покинуть його, якщо стануть парою. Маркс тисне на Сема, щоб він попередив Ichigo-3 на користь роботи над проєктом мрії Сейді, складною рольовою ігрою під назвою «Обидві сторони», дія якої розгортається між альтернативними реальностями. Гра зазнає комерційного та критичного провалу, але троє надихаються ідеєю перетворити ідилічне американське передмістя Мейплтаун на віртуальний світ під назвою Mapleworld, який виявляється найбільшим успіхом компанії. Ревнощі Сема до стосунків Сейді та Маркса і дискомфорт Сейді від того, що Сем отримує кредит на їхню роботу, ще більше вбивають клин між ними.
Хоча Unfair створює кілька прибуткових ігор поза партнерством Сейді та Сема, Сейді просить Маркса переконати Сема, що наступним проектом Unfair має бути Master of the Revels, симулятор відкритого світу на тему Шекспіра. Сем спочатку не погоджується, і вона розробляє гру самостійно. Проте, погравши в її демо-версію, він хвалить її роботу. Гра має черговий успіх, і Сем та Сейді вирушають у тур, щоб просувати її на Різдвяні свята 2005 року. За їхньої відсутності до штаб-квартири Unfair приходить зловмисник, який шукає Сема, розлючений тим, що він легалізував одностатеві шлюби в Mapleworld. За відсутності Сема екстреміст вбиває Маркса, а потім застрелюється сам.
Вагітна їхньою з Марксом дитиною Сейді стає відлюдницею і залишає управління Unfair на Сема. Вже запланувавши розробку доповнення для Master of the Revels, Сейді випускає його з дому, запрограмувавши персонажа, схожого на Маркса, який декламує монологи з «Макбета», своєї улюбленої п'єси. Після пологів Сейді страждає від післяпологової депресії, але знаходить розраду в багатокористувацькій онлайновій рольовій грі на тему «Орегонського шляху», де під виглядом скромної першопрохідниці та матері-одиначки знайомиться з різноманітними персонажами. Граючи в гру на самоті протягом трьох років, Сейді нарешті примиряється зі смертю Маркса і своєю материнською роллю. Контекстні підказки нарешті приводять Сейді до усвідомлення того, що кілька її друзів у грі, включно з дружиною, — це Сем, який грає під іншими іменами користувачів. Сейді зустрічається з Семом, який зізнається, що запрограмував для неї всю гру, використовуючи рушій Mapleworld, знаючи, що вона захопиться нею і що це буде для них способом зцілитися разом. Сем просить Сейді попрацювати над шостою грою в їхньому партнерстві, але розлючена Сейді перериває із ним контакт.
У 2008 році Сейді вечеряє з Довом, який каже їй, що тільки той, хто по-справжньому кохає її, міг зробити те, що зробив Сем. Сейді пробачає Сема, і вони возз'єднуються, продавши права на створення Ichigo-3 сторонньому розробнику, щоб не зациклюватися на минулому. Усвідомлюючи, що створення ігор разом із Семом — це єдине, що робило її по-справжньому щасливою, вони починають планувати наступну гру Unfair.

## Фон
Зевін почала працювати над романом наприкінці 2017 року, а більшу частину написала у 2020 році під час спалаху пандемії COVID-19. Зевін навчалася в Гарвардському університеті в 1990-х роках і жила в Лос-Анджелесі. Зображення Кембриджа та Лос-Анджелеса в основному базуються на її власному досвіді. Вирішивши написати про розробників відеоігор, Зевін була натхненна ранніми поколіннями геймерів, яких називають «поколінням Oregon Trail», і тим, як знайомство з відеоіграми з кінця 1970-х років вплинуло на очікування геймерів щодо їхнього власного життя.
За словами Зевін, реальні відеоігри та події надихнули вигадані ігри, описані в романі. Вигадана гра Сейді Solution — це Train, а вигадана гра Pioneers відображає досвід Зевін під час гри в Stardew Valley. Зевін також черпала натхнення для створення головних героїв у реальних дизайнерів ігор, зокрема Кена Вільямса, Роберти Вільямс, Джона Кармака та Джона Ромеро.

## Відгуки
Роман був схвально сприйнятий критиками, включаючи рецензії зі зірками від Kirkus Reviews і Publishers Weekly. За Book Marks, книга отримала «захоплену» оцінку чотирнадцяти критиків: дванадцять «захоплених» і два «позитивних». У 2024 році ця книга стала другою книгою для дорослих, яку найчастіше запозичували в публічних бібліотеках у Денвері, а також книгою для дорослих, яку найчастіше позичали в Нью-Йорку.
Kirkus повідомив, що роман «безсумнівно зачарує навіть тих, хто ніколи в житті не грав у відеоігри». Publishers Weekly назвав роман «єдиним у своєму роді досягненням». У рецензії для The Washington Post Рон Чарльз схвально написав про моральну складність книги та пов'язав її шекспірівську назву з генеративними можливостями, притаманними геймплею.
Wired назвав роман «надзвичайно захоплюючим», а The New York Times Book Review назвав його «чудовим і захоплюючим» і «широким і цікавим». Paste рекомендує читачам прослухати аудіокнигу, щоб краще орієнтуватися у «складному форматі зі зміною перспективи». Морін Корріган з NPR високо оцінила «велику, гарно написану» книгу за те, що в її центрі поставлено неромантичні стосунки, а також за розгляд питання культурного привласнення. Навпаки, Сем Брукс написав негативну рецензію для The Spinoff, описавши персонажів як таких, що «ледве відрізняються від будь-кого, хто має невиразний інтерес до ігор» на момент закінчення роману, і розкритикувавши ігрову індустрію як «потворну сумку, не пристосовану для того, щоб носити все, що Зевін туди запхала».
У березні 2023 року гейм-дизайнерка Бренда Ромеро розповіла The Washington Post, що вигадана гра Solution є значною мірою несанкціонованим привласненням власної гри Ромеро Train, а спосіб, у який Ромеро представила «співучасть», як тему та мету гри, подано так, ніби її вигадав один із героїв книги, а отже, і автор книги. «Я не сумніваюся, що Train — це найкраща гра, яку я коли-небудь створю, — сказав Ромеро. „Це єдина річ, яку я повинен буду показати, що присвятив своє життя іграм. І хтось вирішив, що це чесна гра“. Тодд Доуті, старший віце-президент Knopf Doubleday з питань реклами та комунікацій, процитував у відповідь: »«Завтра, завтра, завтра» — це художній твір, і при створенні роману кожен автор черпає з навколишнього світу. Як Габріель Зевін публічно заявила в минулорічному інтерв'ю Wired, маловідома настільна гра Бренди Ромеро Train, в яку Зевін ніколи не грала, але знала про неї, послужила одним з багатьох джерел натхнення для роману, включаючи книги, п'єси, відеоігри, візуальне мистецтво та місцевості. Весь світ, персонажі та теми «Завтра, завтра, завтра» є виключно вигадкою Зевін, а єдині ігри, згадані в подяках автора, — це відеоігри. Знову ж таки, «Завтра, завтра, завтра» — це роман, а не академічний чи науково-популярний текст, що містить покажчики, примітки чи цитовані твори. Видавництво Knopf підтримує Габріель Зевін та її творчість".

## Нагороди та відзнаки
«Завтра, завтра, завтра» стала бестселером New York Times, увійшовши до списку відомих книг 2022 року, а також бестселером IndieBound. У липні 2022 року вона була обрана книжковим клубом Amerie і Barnes & Noble, а також бестселером Apple Books у категорії «Фантастика та література». У серпні вона продовжувала залишатися бестселером Apple Books, а також була обрана книжковим клубом Belletrist. Amazon назвав роман найкращою книгою 2022 року, а також переможцем премії Goodreads Choice Award у художній літературі. Indigo і Kirkus також включили «Завтра» до своїх списків найкращих книжок року. Це був вибір у 2024 році для Everybody Reads, Бібліотеки округу Малтнома, Орегон. У 2024 році вона посіла 76 місце у списку 100 найкращих книг ХХІ століття за версією New York Times.

## Адаптація
У 2021 році ще до його публікації Paramount Pictures і Temple Hill Entertainment придбали права на фільм «Завтра, завтра, завтра» за 2 мільйони доларів. Продюсерами фільму будуть Марті Боуен, Вік Годфрі та Айзек Клаузнер, а Зевін напише сценарій і стане виконавчим продюсером. У травні 2024 року директором проекту був найнятий Сіан Гедер.

## Українське видання
В Україні книгу «Завтра, завтра, завтра» видало видавництво Vivat у 2023 році. Переклад українською мовою здійснила Надія Хаєцька.